# Caring and Killing
Caring and Killing: 1991 Through 1994 es el primer álbum recopilatorio de la banda de metalcore Converge, originalmente lanzado en 1995 a través de Lost & Found Records y relanzado el 17 de noviembre de 1997 a través de Hydra Head Records.

## Lanzamiento
El álbum fue lanzado originalmente como una versión exclusiva en Europa a través de Lost & Found Records. Sin embargo, Converge se mostró insatisfecho con la forma en que la discográfica manejaba el lanzamiento, y cobraba a los fanáticos por sus canciones antiguas que eran difíciles de encontrar. Caring and Killing fue reeditado a través de Hydra Head Records el 17 de noviembre de 1997 en Estados Unidos para "hacer obsoleta una versión demasiado cara." El álbum fue el séptimo lanzamiento de Hydra Head, fundado por Aaron Turner de Isis en 1993.
En 2013, Hydra Head Records reeditó Caring and Killing. El álbum fue lanzado exclusivamente en vinilo, contó con nuevas ilustraciones de Jacob Bannon y Aaron Turner y fue remasterizado por Alan Douches.

## Historia
Caring and Killing presenta la mayor parte del álbum debut de Converge, Halo in a Haystack, además de canciones lanzadas en varias compilaciones, demos y canciones inéditas.
La última canción, «But Life Goes On», fue grabada para el demo debut Converge 7", pero nunca se lanzó.
Una versión regrabada de «Dead» y una versión en vivo de «Antithesis» fueron lanzadas en el segundo álbum de la banda Petitioning the Empty Sky.
A pesar de que el paquete del álbum y las notas de su revestimiento sugieren que el álbum contiene dieciséis canciones, solo quince están presentes. La canción instrumental de apertura «Shallow Breathing» de Halo in a Haystack se combinó con «I Abstain» para crear la primera canción.
El álbum split de Converge con Hellchild, Deeper the Wound, presentó una grabación en vivo de «Shallow Breathing».

## Lista de canciones
Todas las letras escritas por Converge.
| N.º | Título                  | Duración |  |
| 1.  | «Shallow Breathing»     | 2:03     |  |
| 2.  | «I Abstain»             | 3:16     |  |
| 3.  | «Two Day Romance»       | 3:38     |  |
| 4.  | «Fact Leaves Its Ghost» | 2:32     |  |
| 5.  | «Becoming a Stranger»   | 4:09     |  |
| 6.  | «Antithesis»            | 5:28     |  |
| 7.  | «Dead»                  | 3:00     |  |
| 8.  | «Tied to My Neck»       | 3:36     |  |
| 9.  | «Divinity»              | 4:25     |  |
| 10. | «Blind»                 | 3:25     |  |
| 11. | «Sky»                   | 3:41     |  |
| 12. | «Down»                  | 5:02     |  |
| 13. | «Zodiac»                | 3:54     |  |
| 14. | «Yesterday»             | 4:51     |  |
| 15. | «Savior Salvation»      | 3:28     |  |
| 16. | «But Life Goes On»      | 4:28     |  |

## Personal
Personal del álbum como se indica en las notas del CD.
| Converge - Jacob Bannon: voz - Kurt Ballou: guitarra líder - Aaron Dalbec: guitarra rítmica (pistas 1-13) - Jeff Feinburg: bajo - Damon Bellorado: batería Músicos de sesión - Erik Ralston: bajo (pistas 1-6, 11-13) Invitados - Skott Wade: coros (pista 6) Producción original y grabación - Pistas 1–6, 11–13 grabadas en West Sound en agosto de 1993 y 1994; diseñado por Mike West, producido por Converge. | - Pistas 7–10 grabados en Salad Days One en el invierno de 1994/1995; diseñado y producido por Brian "Fury" McTernan - Pistas 14–15 grabadas en West Sound en el invierno de 1991/1992 - Pista 16 grabada en West Sound en junio de 1991. Portada del álbum (1997) - Jacob Bannon: diseño - Mark Lickosky: fotografía fija - Cardone: fotografía en directo - Erik Zimmerman: fotografía en vivo - Tim Mailloux: fotografía en vivo Personal del remaster (2013) - Alan Douches: remasterizado todas las canciones en West West Side - Aaron Turner: ilustraciones - Jacob Bannon: diseño |